# Нафтопромислова справа

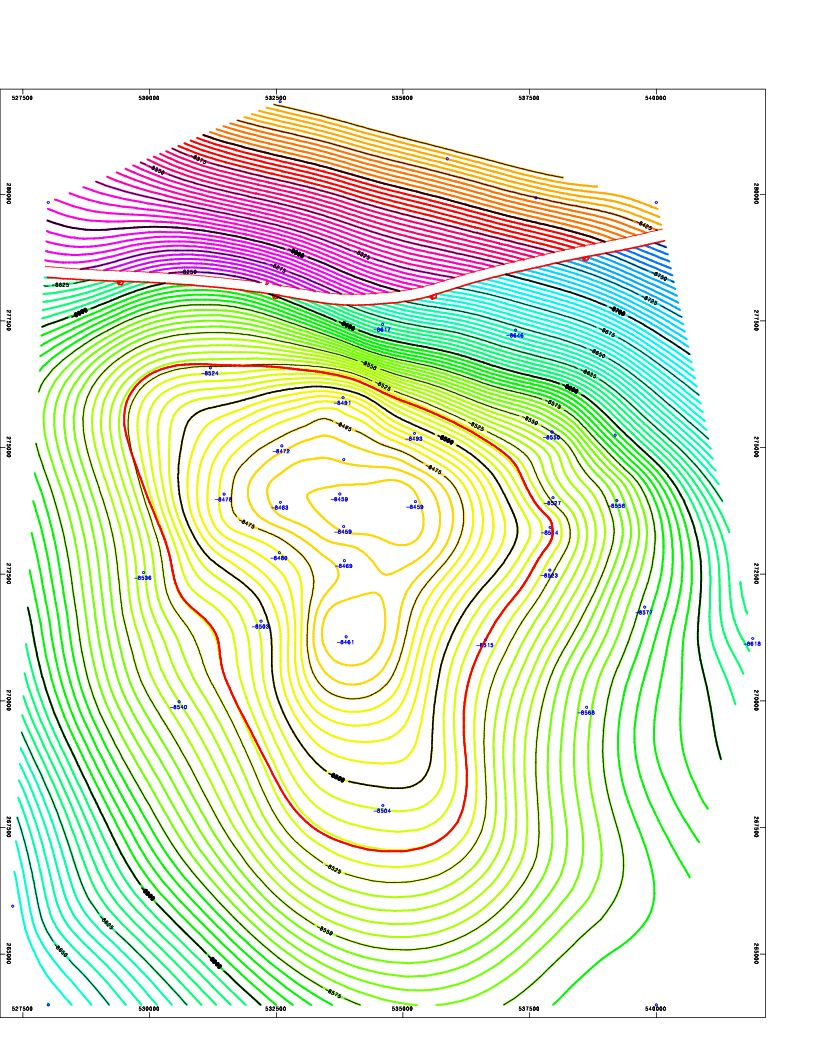
Приклад карти, з допомогою якої інженери-нафтовики визначають місце для буріння свердловини. На цьому малюнку зображена створена комп'ютерною програмою структурна карта для нафтогазового пласта, що лежить на глибині 2590 метрів. У верхній частині карти, зліва направо, тягнеться лінія скидання: вона знаходиться між синіми і рожевими контурними лініями. Тонка червона замкнена лінія в центрі карти позначає вершину нафтового пласта. Так як газ знаходиться над нафтою, ця тонка червона лінія зображує зону контакту газу/нафти.

Нафтопромислова справа — галузь інженерної справи, пов'язана з видобутком вуглеводнів: сирої нафти і природного газу. Розвідка та нафтопромислова справа є двома головними дисциплінами нафтогазової промисловості, в завдання яких входить максимальна розробка родовищ. Нафтопромисловою справою займаються інженери-нафтовики. Геологи-нафтовики і геофізики займаються збором статичної інформації про пласти вуглеводнів, в той час як інженери-нафтовики проводять оцінку можливого обсягу видобутку вуглеводнів, аналізуючи фізичну поведінку нафти, води і газу під високим тиском у пористих породах.
За період розробки покладів вуглеводнів, геологи та інженери-нафтовики визначають, яким чином потрібно розробляти пласт, і як з нього видобувати корисні копалини. Зазвичай саме вони мають найбільший вплив на експлуатаційні витрати. Інженери-нафтовики повинні добре розбиратися в інших спеціальностях, таких як геофізика, геологія нафти, каротаж, буріння, економіка, моделювання колектора, розробка колектора, а також мати знання про систему механізованого видобутку і проектування нафтогазових об'єктів.
Історично склалося, що в дану область потрапляють з наук, пов'язаних з фізикою, хімічним машинобудуванням і гірською справою. Подальше навчання, як правило, відбувається безпосередньо в нафтових компаніях.

## Загальний опис
Професія інженер-нафтовик виникла у 1914 році в Американському інституті інженерів гірничої промисловості (AIME). Вперше диплом інженера-нафтовика був виданий у 1915 році Пітсбурзьким університетом. Згодом, через виявлення та вичерпання легкодоступних світових покладів нафти, дана професія видозмінилася, і перед нею стали ставити більш складні завдання. За останні десятиліття, удосконалення комп'ютерного моделювання та матеріалів, використання статистики, аналізу імовірності та нових технологій (горизонтальне буріння, видобуток нафти третинним методом тощо) значно розширили інструментарій інженерів-нафтовиків.
Працівникам даної професії найчастіше доводиться стикатися з глибоководним, арктичним і пустельним середовищем. Робота в умовах високої температури і високого тиску стає все більш поширеною, і тому інженери-нафтовики повинні вміти розбиратися у найрізноманітніших технічних областях: від термогідравліки та геомеханіки, до інтелектуальних систем.
Товариство інженерів-нафтовиків — найбільше професійне співтовариство інженерів-нафтовиків, яке публікує велику частину інформації про промисловість. Навчання нафтопромислової справи відбувається в 17 університетах США і в багатьох інших навчальних закладах по всьому світу (в основному в регіонах, де видобувається нафта). Також деякі нафтові компанії проводять власне навчання на дану професію.
Серед інженерних дисциплін, професія інженер-нафтовик історично є однією з найбільш високооплачуваних, правда при падінні цін на нафту спостерігається тенденція до масових звільнень. В статті сайту Forbes.com за 4 червня 2007 року вказувалося, що спеціальність інженер-нафтовик займала 24 місце серед найбільш високооплачуваних робіт у США. Опитування Національної асоціації коледжів і роботодавців (NACE), проведене в 2010 році, виявило, що випускники даної професії отримують найвищу зарплату — в середньому 125 тисяч доларів на рік. У досвідчених фахівців зарплата може варіюватися від 170 до 260 тисяч доларів на рік. У середньому вони отримують 112 тисяч доларів на рік — близько 54 доларів за годину.

## Класи
Інженери-нафтовики підрозділяють себе на декілька класів:
- Інженери-розробники нафтових і газових родовищ — працюють над оптимізацією видобутку нафти і газу з допомогою правильного розташування свердловини і використання вторинного методу видобутку нафти.

- Інженери-буровики — працюють над технічними аспектами геологорозвідувального буріння, видобутку нафти і нагнітальних свердловин.

- Виробничі інженери працюють над кордоном-розділом між пластом і свердловиною, у тому числі і над перфораційними каналами, боротьбою з надходженням піску, регулюванням дебіту низхідної свердловини та контрольної апаратури низхідної свердловини; вони оцінюють методи механізованого видобутку і вибирають наземне обладнання, яке розділяє здобуті копалини (нафту, природний газ і воду).